# Ken MacLeod
Œuvres principales
- La Division Cassini
- La Veillée de Newton

Ken MacLeod, né le 2 août 1954 à Stornoway sur l'île de Lewis, est un romancier britannique de science-fiction. 

## Biographie
Ken MacLeod a obtenu le prix British Science Fiction du meilleur roman 1999 pour The Sky Road puis le prix British Science Fiction du meilleur roman 2008 pour The Night Sessions.

## Œuvres

### SérieEngines of Light
1. (en) Cosmonaut Keep, 2000
2. (en) Dark Light, 2001
3. (en) Engine City, 2002

### SérieThe Fall Revolution
1. (en) The Star Fraction, 1995
2. (en) The Stone Canal, 1996
3. La Division Cassini, J'ai lu, 2003 ((en) The Cassini Division, 1998)
4. (en) The Sky Road, 1999

### SérieThe Corporation Wars
1. (en) Dissidence, 2016
2. (en) Insurgence, 2016
3. (en) Emergence, 2017

### SérieLightspeed
1. (en) Beyond the Hallowed Sky, 2021
2. (en) Beyond the Reach of Earth, 2023
3. (en) Beyond the Light Horizon, 2024

### Romans indépendants
- La Veillée de Newton, Bragelonne, 2006 ((en) Newton's Wake, 2004)
- (en) Learning the World, 2005
- (en) The Execution Channel, 2007
- (en) The Night Sessions, 2008
- (en) The Restoration Game, 2010
- (en) Intrusion, 2012
- (en) Descent, 2014

### Recueils de nouvelles
- (en) The Invasion Dream, 2006
- (en) Giant Lizards from Another Star, 2006
- (en) A Jura for Julia, 2024

### Nouvelles traduites en français
- Le Front pour l’humanité, Bragelonne, 2006 ((en) The Human Front, 2001)Parue dans l’anthologie Science-fiction 2006
- Qui a peur de Wolf 359 ?, Bragelonne, 2009 ((en) Who's Afraid of Wolf 359 ?, 2007)Parue dans l'anthologie Le Nouveau Space Opera

## Prix littéraires
- 1996 : prix Prometheus du meilleur roman pour The Star Fraction
- 1998 : prix Prometheus du meilleur roman pour The Stone Canal
- 1999 : prix British Science Fiction du meilleur roman pour The Sky Road
- 2001 : prix Sidewise format court pour Le Front pour l'humanité
- 2006 : prix Prometheus du meilleur roman pour Learning the World
- 2007 : prix British Science Fiction de la meilleure fiction courte pour Lighting Out
- 2008 : prix British Science Fiction du meilleur roman pour The Night Sessions